# Iphitos (Sohn des Eurytos)

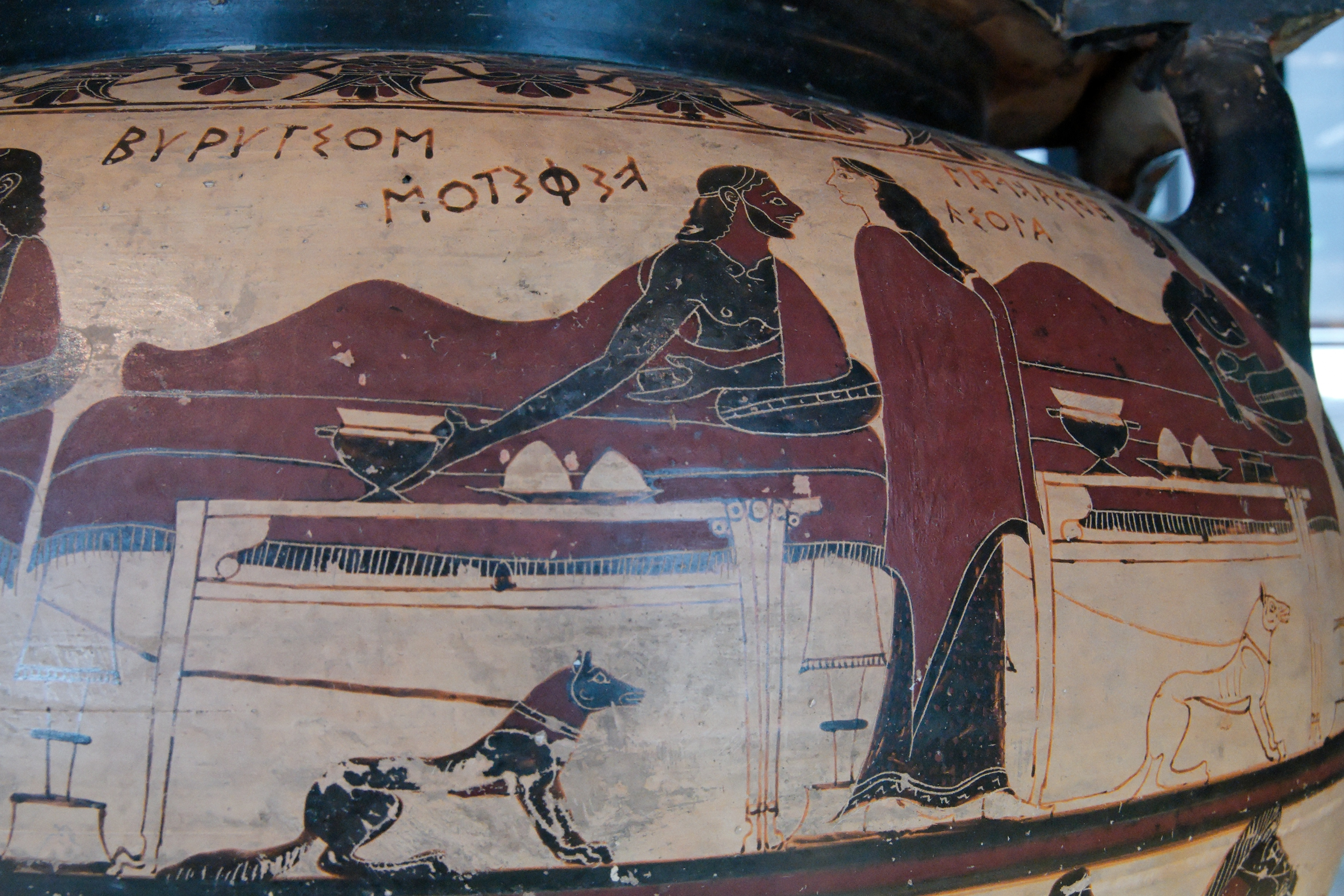
Der Eurytios-Krater, um 600 v. Chr. mit Iphitos (ϜΙΦΙΤΟΣ, Wiphitos) und seiner Schwester Iole (ϜΙΟΛΑ, Wiola) sowie Herakles (ΗΕΡΑΚΛΕΣ).

Iphitos (altgriechisch Ἴφιτος Íphitos) ist in der griechischen Mythologie der älteste Sohn des Königs Eurytos von Oichalia (Thessalien). Er hatte drei Brüder, Didaion, Klytios und Toxeus, und eine Schwester namens Iole.
Iphitos und sein Vater Eurytos galten als hervorragende Bogenschützen, weshalb sein Vater auch das Versprechen abgegeben hatte, demjenigen seine Tochter zur Frau zu geben, der gegen ihn und seinen Sohn im Bogenschießen gewinnt. Beide verloren im Bogenschießen gegen Herakles, der dadurch Iole zur Frau bekommen sollte, welche ihm dann aber durch deren Vater verweigert wurde. Iphitos hatte den Bogen seines Vaters geerbt, den dieser von Apollon erhalten hatte, und schenkte ihn dem Odysseus als Gastgeschenk, während dieser auf dem Weg nach Messenien war.
Bald darauf stürzte Herakles den Iphitos von einem Turm seiner Burg in Tiryns herab.